# Herbligen
Herbligen est une commune suisse du canton de Berne, située dans l'arrondissement administratif de Berne-Mittelland.